# CDオリンピア
クルブ・デポルティーボ・オリンピア (スペイン語: Club Deportivo Olimpia) は、ホンジュラスの首都テグシガルパに本拠地を置くサッカークラブである。

## 歴史
CDオリンピアは1912年6月12日に野球クラブとして設立された。1917年にサッカー部門が設立された。
設立以来、CDオリンピアはホンジュラスで最も成功したサッカークラブとなり、国内リーグでは最多31回の優勝を記録している。国際大会に出場した回数もホンジュラス勢最多で、1972年にはホンジュラスのクラブとして初めてCONCACAFチャンピオンズリーグを制覇した。そして1988年にはホンジュラス国内のクラブ唯一となる2度目の優勝を果たした。

## タイトル

### 国内タイトル
- ホンジュラス・プロサッカー・ナショナルリーグ

 (34): 1966–67, 1967–68, 1969–70, 1971–72, 1977–78, 1982–83, 1984–85, 1986–87, 1987–88, 1989–90, 1992–93, 1995–96, 1996–97, 1998–99, Apertura 2000, Apertura 2002, Clausura 2004, Clausura 2005, Apertura 2005, Clausura 2006, Clausura 2008, Clausura 2009, Clausura 2010, Apertura 2011, Clausura 2012, Apertura 2012, Clausura 2013, Clausura 2014, Clausura 2015, Clausura 2016, Apertura 2019, Apertura 2020, Clausura 2020, Apertura2021
- スーペルコパ・デ・ホンジュラス

 (1): 1996-97
- コパ・プレシデンテ

 (3): 1995, 1998, 2015

### 国際タイトル
- CONCACAFチャンピオンズリーグ

 (2): 1972, 1988
- CONCACAFリーグ

 (2): 2017, 2022
- コパ・インテルクルベスUNCAF

 (2): 1999, 2000

## 現所属メンバー
2022年1月29日 現在
注：選手の国籍表記はFIFAの定めた代表資格ルールに基づく。
| No. | Pos. |              | 選手名                           |
| --- | ---- | ------------ | -------------------------------- |
| 1   | GK   | ホンジュラス | エドリック・メンヒバル (第3主将) |
| 2   | DF   | ホンジュラス | マイロル・ヌニェス               |
| 3   | DF   | ホンジュラス | エルビン・オリバ                 |
| 4   | DF   | ホンジュラス | ホセ・ガルシア                   |
| 5   | DF   | ホンジュラス | エベル・アルバラード ()          |
| 6   | DF   | ホンジュラス | ブライアン・ベッケレス           |
| 7   | FW   | ホンジュラス | ディエゴ・レジェス               |
| 13  | MF   | ホンジュラス | ブライアン・モジャ               |
| 14  | MF   | ホンジュラス | ボニエク・ガルシア               |
| 15  | MF   | ホンジュラス | エドウィン・ロドリゲス           |
| 16  | DF   | ホンジュラス | ジョニー・レベロン               |
| 17  | DF   | ホンジュラス | ホナタン・パス                   |
| 18  | DF   | ホンジュラス | フェリックス・クリサント         |
| 19  | FW   | コロンビア   | ジャスティン・アルボレダ         |

| No. | Pos. |              | 選手名                        |
| --- | ---- | ------------ | ----------------------------- |
| 21  | FW   | ホンジュラス | ホセ・ピント                  |
| 22  | GK   | ホンジュラス | ホセ・メンドーサ              |
| 23  | MF   | ホンジュラス | ホルヘ・アルバレス            |
| 25  | DF   | ホンジュラス | ハビエル・ポルティージョ      |
| 26  | MF   | ホンジュラス | ロドリゴ・ロドリゲス          |
| 27  | FW   | ホンジュラス | ジェリー・ベントソン (副主将) |
| 29  | MF   | ホンジュラス | ヘルマン・メヒア              |
| 30  | FW   | ホンジュラス | エディ・エルナンデス          |
| 31  | MF   | ホンジュラス | クリスティアン・アルタミラノ  |
| 32  | MF   | ホンジュラス | カルロス・ピネダ              |
| 33  | FW   | ホンジュラス | ミチャエル・チリノス          |
| 36  | GK   | ホンジュラス | アレックス・グイティ          |
| 46  | MF   | ホンジュラス | アクセル・マルドナド          |
| 65  | MF   | ホンジュラス | ジョスマン・フィゲロア        |